# エリトリア州
エリトリア州（エリトリアしゅう、英語: Eritrea Province）は1962年から1993年までエチオピア北部の海岸部に存在した州。現在はエリトリア国として独立国となっている。エチオピアの旧行政区画中では最北に位置し、唯一海に面していた（そのため、エリトリア州を失ったエチオピアは内陸国となった）。州都はアスマラ。
北側は紅海に面し、北西側はスーダンとの国境、南東側はジブチとの国境を持ち、南側を西からベゲムデル州・ティグレ州・ウォロ州と隣接していた。

## 歴史

### 設置
エチオピアとエリトリアは1952年9月15日からエチオピア・エリトリア連邦を組んだ。連邦制制度下でエチオピアとエリトリアそれぞれの地域で引き続き独立した行政が行われた。一方で、国家としては、連邦国家として、一つの国となった。
1962年、エチオピア帝国が軍政に移行。既にハミッド・イドリース・アワテ率いるエチオピア陸軍と戦闘を行っていたエリトリア議会が同年、連邦離脱を表明した。
すると、エチオピアは軍で議会を包囲。エチオピア皇帝ハイレ・セラシエ1世がエリトリアのエチオピア編入を拒否した議会に圧力をかけ、エリトリア議会は強制解散、エチオピアはエリトリアを併合した。
これにより、エリトリアはエチオピア14番目の州となった。

### 独立戦争と内戦
併合に不満を持ったエリトリアはエチオピアから独立するために独立戦争を開始した。
しかし、1972年から1974年及び1980年から1981年までエリトリア解放戦線(ELF)とエリトリア人民解放戦線(EPLF)が主導権争いを起こし、内戦ともなっていた。
また、エチオピアでは1975年にハイレ・セラシエ1世退位により、軍部によるエチオピア人民民主共和国が成立。ソ連の衛星国となったがエチオピア内戦が勃発。1974年9月12日から1991年5月28日まで続いた。

### 独立、分離
独立戦争はエリトリア人民解放戦線(EPLF)と協力関係にあったエチオピア人民革命民主戦線(EPRDF)の、1991年5月エチオピア首都アディスアベバ陥落によってエチオピア内戦と共に終結した。その後、エリトリア人民解放戦線(EPLF)がエリトリア州内のエチオピア軍掃討するまで国内の戦闘は続いた。
同年5月29日、エリトリアは独立宣言を行った。
一方のエチオピアでは、エチオピア人民革命民主戦線(EPRDF)のメレス・ゼナウィ新政権が確立された。そして、メレス・ゼナウィによる新政権は1993年4月にエリトリア州独立に対しての国民投票を行った。
1993年5月24日、先の国民投票の結果は独立賛成が過半数以上を占め、これを受けてエチオピア政府が独立を承認し、正式にエリトリア州は消滅、晴れて独立国家・エリトリア国がエチオピアから分離独立を達成した。5月28日、国際連合に加盟。